# Pumanque
Pumanque est une commune du Chili faisant partie de la province de Colchagua, elle-même rattachée à la région O'Higgins. En 2012, sa population s'élevait à 3 458 habitants. La superficie de la commune est de 441 km2 (densité de 7,8 hab./km2),. La commune est située dans une zone constituée de plaines et de collines basses (300 mètres) la Cordillère de la Côte (Andes centrales) et le bourg principal est arrosé par le rio Estero Pumanque. La commune se trouve à environ 158 kilomètres au sud-ouest de la capitale Santiago et 61 kilomètres à l'ouest de San Fernando capitale de la Province de Colchagua.

Position de Pumanque (en rouge) au sein de la Province de Colchagua.